# وادي حلوة

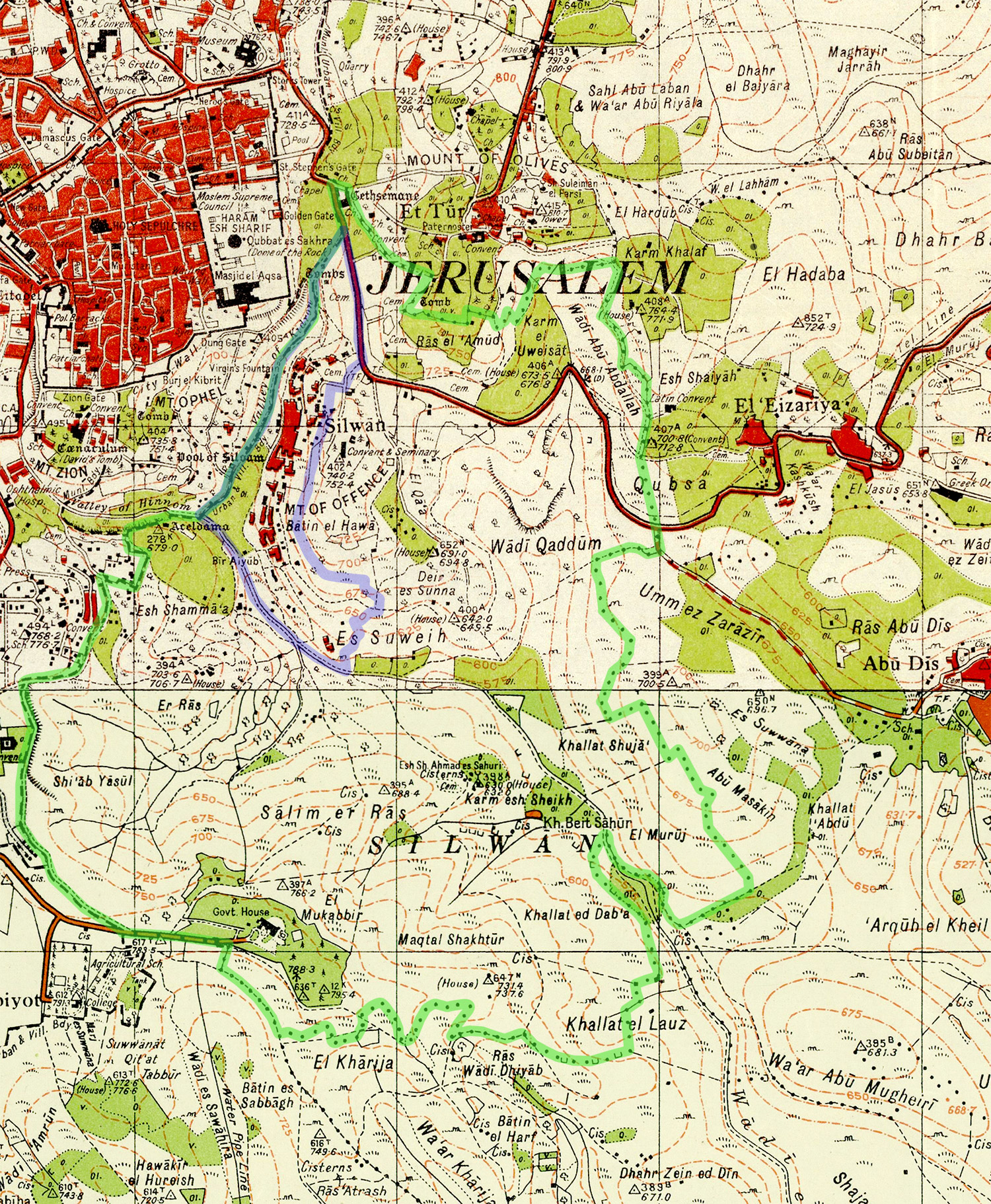
تم تخطيط حدود قرية سلوان في الفترة ما بين عامي 1943-1946 باللون الأخضر، وتم تخطيط حدود سلوان في عام 2020 وفقًا لخطة البلدية الإسرائيلية للقدس باللون الأزرق.

وادي حلوة هو حي في قرية سلوان العربية الفلسطينية، محاط بمستوطنة إسرائيلية،  احتلت إسرائيل منطقة سلوان في القدس الشرقية في أعقاب حرب الأيام الستة عام 1967 وقانون القدس لعام 1980، وهو إجراء غير معترف به دوليًا، حيث يعتبر المجتمع الدولي المستوطنات الإسرائيلية غير شرعية بموجب القانون الدولي.
يمتد حي وادي حلوة على ما يُسمى بالقدس التاريخية الجنوبية الشرقية،  ويمتد نحو الأسفل من أسوار المدينة الجنوبية للمدينة القديمة، وفقًا للتقاليد فقد نشأت سلوان في عهد صلاح الدين الأيوبي في القرن الثاني عشر في رأس العامود على المنحدر الجنوبي الغربي لجبل الزيتون، وفي أوائل القرن العشرين توسعت عبر وادي النار وضمت في النهاية كل التلال الجنوبية الشرقية. 

## التاريخ الحديث

### الفترة العثمانية المتأخرة

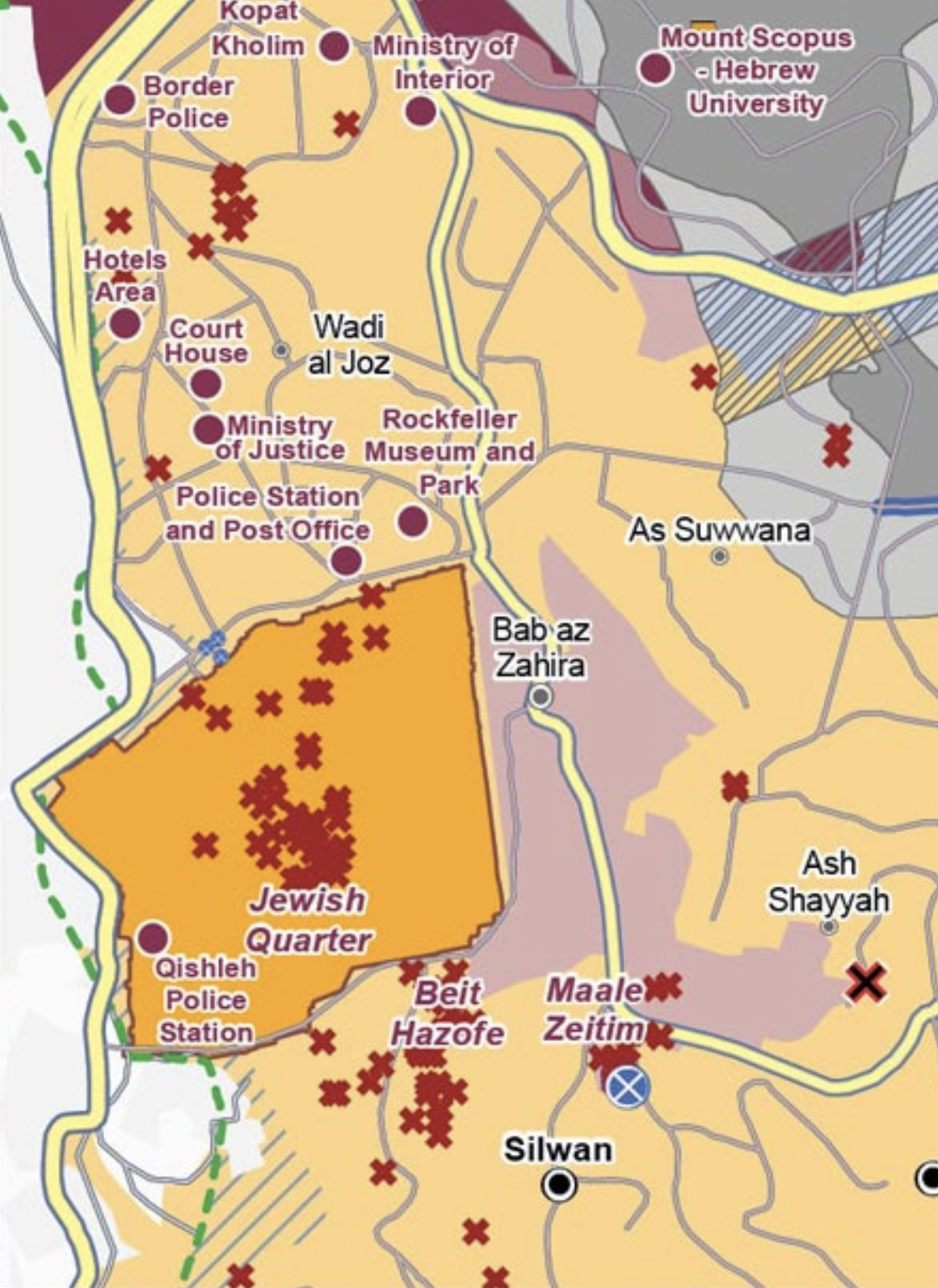
خريطة الأمم المتحدة تُظهر منطقة مدينة داوود على شكل مستوطنات "داخلية" إسرائيلية - تمثل كل منها بصليب أحمر - حول "بيت الزوفة" وبالقرب من سلوان ومعالي هازيتيم.

كانت المنطقة المحاذية لأسوار القدس غير مستغلة في معظم تاريخ العصر الحديث، باستثناء قرية سلوان. بدأت المستوطنات الحديثة خارج الأسوار في أواخر القرن التاسع عشر، ويمكن رؤية بعض المباني الصغيرة على التل المقابل لمنازل سلوان في إيليس ريليف الذي بُني بين عامي 1864 و1873. وفي عام 1873-1874 انتقل أحد أفراد عائلة ميوشا اليهودية البارزة إلى منزل في الجزء السفلي من التل.  وخلال بداية القرن العشرين اشترى إدموند جيمس دي روتشيلد بعض الأراضي في نفس المنطقة لأغراض الحفريات الأثرية كما زعم،  وغادرت عائلة ميوخاس في الثلاثينيات من القرن الماضي، ولم يُعرف أي عائلات يهودية أخرى مستوطنة في المنطقة خلال تلك الفترة.

### الاستيطان في فلسطين الانتدابية
خلال المراحل المتأخرة من عهد الانتداب، توسعت منازل القرية العربية سلوان عبر وادي الجوز وصولاً إلى جزء الجبل الذي أصبح وادي حلوة.

### الفترة الأردنية
بعد الحرب العربية الإسرائيلية عام 1948، سيطرت الأردن على كامل المنطقة على الجانب الشرقي من الخط الأخضر.

### بعد عام 1967 والاستيطان الإسرائيلي
استمرت العائلات العربية العيش على القمة وبناء منازلهم هناك بعد عام 1967.
مؤخرًا، أصبح حي وادي حلوة مسرحًا للاستكشاف الأثري ونشاط المستوطنين الإسرائيليين، حيث أصبح في ما وصفه العالم الآثاري رافي غرينبيرغ بـ "المشروع الوطني الإسرائيلي لتوحيد القدس ومشروع المستوطنين لتفكيك القدس الفلسطينية"، وقد "انضم الاثنان لحرمان الناس الذين يعيشون فوق وبين الآثار من حقوقهم".
وأشار جرينبرغ إلى أنه بحلول عام 2014 كان المستوطنون المحليون "أقلية صغيرة وعدوانية في سلوان"، في حين "يُحرم المجتمع الأصلي الفلسطيني من ماديتهم"، ووصف الوضع بأنه "حالة كلاسيكية من بقايا الاستعمار".
في أكتوبر 2014، أثار السياسي أوري آرييل من حزب البيت اليهودي ووزير الإسكان والتعمير الإسرائيلي في ذلك الوقت، الجدل عندما أشار إلى أنه يفكر في الإقامة في المنطقة. 

#### الحفريات الأثرية
من عام 1968 إلى عام 1977، بدأت الجمعية الإسرائيلية للاستكشاف التنقيبات الأولى على التل الواقع شمال حي وادي حلوة، الذي يعتقد أنه المنطقة المرتفعة المعروفة في الكتاب المقدس العبري باسم "أوفيل القدس". وقد قاد العمل بنيامين مازار وإيلات مزار.

#### المتنزهات الوطنية
تم إعلان حديقة أسوار القدس الوطنية في عام 1974 على "جزء كبير من حي سلوان". وتشمل الحدائق الأخرى في القدس الشرقية حديقة وادي التيزور في عام 2000، وحديقة سفوح جبل المشارف الوطنية في عام 2013 (الواقعة بين العيسوية والطور)، وحديقة نهر الرفاعيم الوطنية (على أراضي تابعة للولجة)، وتمت الموافقة على إقامة هذه الحدائق على أراضي فلسطينية خاصة وفي مناطق مبنية أو في المناطق المتاخمة للأحياء والقرى الفلسطينية المبنية. وفقًا لتقرير منظمة بتسيلم، فإن هذه الحدائق ليست مجرد لحماية الطبيعة والمناظر الطبيعية والتراث، وإنما هي "ربما في المقام الأول" تهدف إلى تعزيز الأجندات السياسية. من خلال إعلان أجزاء من المدينة كحدائق يعني عدم التطوير في هذه المناطق، ويخدم الأجندة السياسية بشكل أفضل من أي قيود بلدية على التخطيط والبناء. في عام 1997، تولت مؤسسة "ألعاد" إدارة مدينة داود داخل الحديقة وقد بدأ استخدام مُصطلح "مدينة داود" رسميًا منذ السبعينيات بعد احتلال إسرائيل للقدس الشرقية، وحاليًا يشك البعض من علماء الآثار والمجتمع الأكاديمي الأثري في الاسم بدلالاته الكتابية والسياسية،  ومنذ أن تولت ألعاد إدارة الحديقة في عام 1997، أصبحت مدينة داود بمثابة صرخة حربية دينية وقومية، وتحولت المنطقة من حي فلسطيني عادي ببعض حفر الآثار، والذي كان غير معروف تمامًا للجمهور الإسرائيلي، إلى مستوطنة دينية ونصب تذكاري وطني رئيسي بمئات الآلاف من الزوار سنويًا، وموقع تعليمي رسمي للأطفال الإسرائيليين في المدارس والجنود.
يتعرض نحو 70 منزلًا في منطقة البستان في سلوان للتهديد بالهدم، وفقًا لخطط "إير عميم"، التي تقضي بإنشاء حديقة سياحية وأثرية (حديقة الملك)، والتي ستمتد من مدينة داود جنوبًا لتشمل كامل منطقة البستان وتمتد نحو مستوطنة في وسط سلوان (بطن الهوى) حيث تنشط منظمة المستوطنين "عطيرت كوهنيم".
بعد أن تم إدارتها من قبل مؤسسة "إيلعاد" لمدة ثلاث سنوات، عادت إدارة "الحديقة الأثرية في القدس/مركز دافيدسون"، الواقعة جنوب ساحة الحائط الغربي، إلى شركة إعادة إعمار وتطوير الربع اليهودي، التابعة للحكومة، بدءًا من يوليو 2021.

#### مشاريع

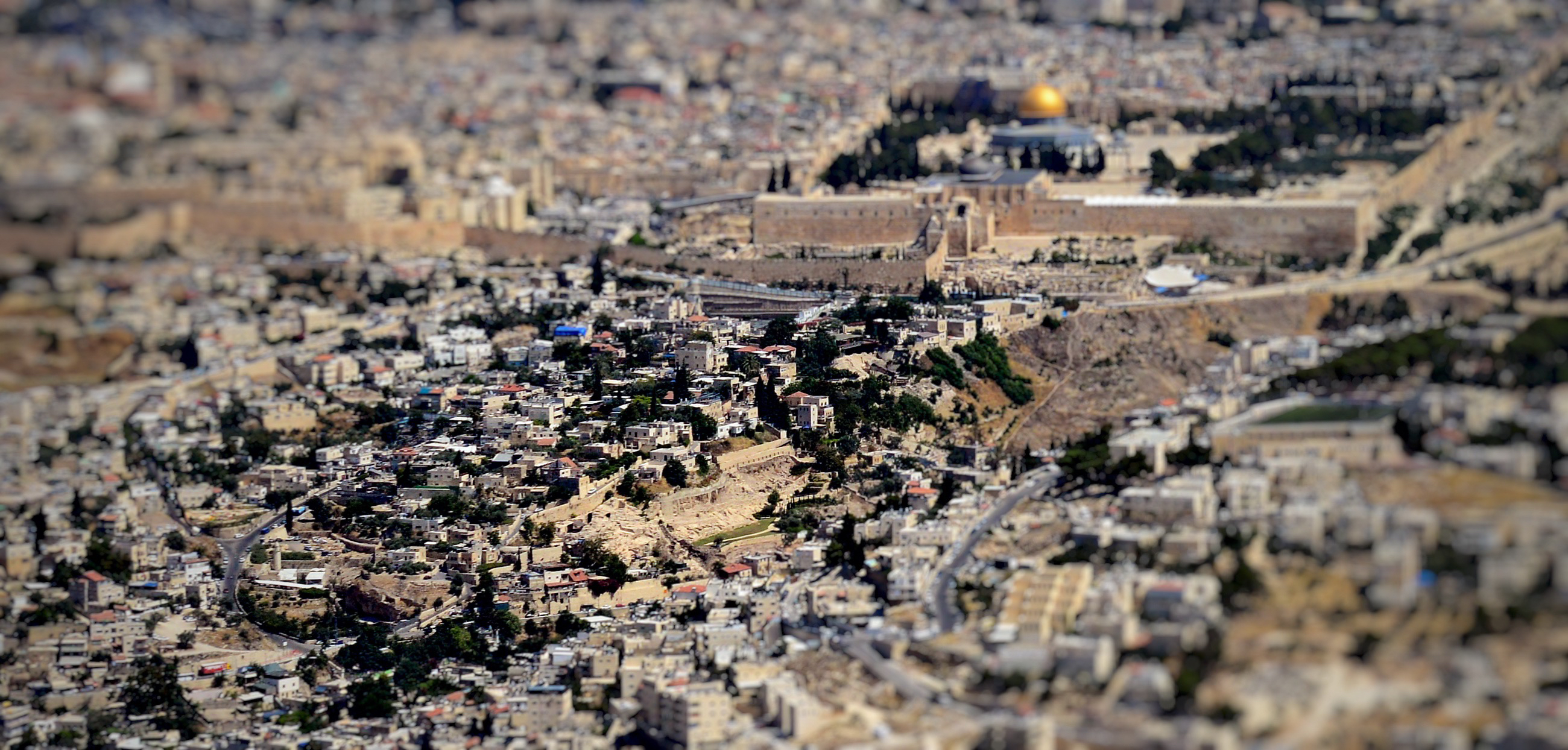
"مدينة داود" أو قرية وادي حلوة الفلسطينية كما تظهر من الجو عام 2013.

تم تعليق مشروع قيمته 60-66 مليون دولار لبناء تلفريك بطول 1.4 كيلومتر بداية من مجمع الاستشفاء الأول، مروراً فوق أحياء أبو طور ووادي حنين، ثم عبر موقف جبل صهيون وانتهاءً في مركز زائر كيدم في سلوان، وذلك بعد حكم صادر من المحكمة العليا الإسرائيلية في 24 فبراير 2021. ومنذ عام 2019 درست المحكمة عدة عرائض ضد المشروع الذي يرتبط ارتباطاً وثيقاً بمؤسسة إيلاعاد. وأمهلت السلطات حتى 22 أبريل لتقديم توضيحات إلى المحكمة حول مسائل مختلفة.
تخطط جمعية إيلاد لبناء مبنى بمساحة 16,000 متر مربع على الجانب المقابل لشارع وادي حلوة، في موقف جيفاتي السابق، والذي يعرف بـ "مجمع كيدم"، والذي تم الموافقة عليه في أبريل 2014،  وهو مشروع أدانته اليونسكو في أكتوبر 2016.

## طالع أيضًا
- الخليل